# 1931年カタルーニャ自治法住民投票
1931年カタルーニャ自治法住民投票（1931ねんカタルーニャじちほうしゅうみんとうひょう、カタルーニャ語: Referèndum estatutari a Catalunya de 1931）は、1932年カタルーニャ自治法の是非を問うために1931年8月2日に行われた住民投票。25歳以上の成年男子が投票権を有するこの住民投票では投票率が75パーセントとなり、うち99パーセントが自治法に賛成した。女性は投票できなかったが、自治法を支持する40万人分の署名が寄せられた。
自治法の草稿が作成された後、地方議会、ジャナラリタット、住民投票の順番で審議された。まず1931年7月26日にカタルーニャの地方自治体のうち1,063（98パーセントにあたる）が賛成、続いて8月2日に住民投票が行われ、賛成が595,205人のに対し反対は3,286人しかいなかった。